# Dashing Through the Snow
Dashing Through the Snow es una película de comedia de fantasía navideña estadounidense de 2023 dirigida por Tim Story, escrita por Scott Rosenberg y protagonizada por Chris "Ludacris" Bridges, Teyonah Parris y Lil Rel Howery.
Producida por Walt Disney Pictures, Will Packer Productions y Smart Entertainment, la película se estrenó en Disney+ el 17 de noviembre de 2023.

## Reparto
- Lil Rel Howery como Nick
- Chris "Ludacris" Bridges como Eddie Garrick
- Madison Skye Validum como Charlotte Garrick
- Teyonah Parris como Allison Garrick
- Oscar Nuñez como Conrad Harf
- Ravi Patel como Peter
- Gina Brillon como Sonya Truckle
- Sebastian Sozzi como Martin Truckle
- Gaby Rosario como Kayleigh Truckle
- Noah Ayden Hernandez como Diego Truckle
- Marcus Lewis como Paul
- Mary Lynn Rajskub como Mary
- Michael H. Cole como Moke
- Kayte Giralt como Ginny
- Vince Pisani como Luther
- David Shae como Detective Bobby Carlotta

## Producción
La fotografía principal comenzó en Atlanta, Georgia, en agosto de 2022. La banda sonora de la película fue compuesta por Christopher Lennertz.

## Estreno
Dashing Through the Snow se estrenó en Disney+ el 17 de noviembre de 2023.